# غريزغورز نواك (موزع)
غريزغورز نواك (بالبولندية: Grzegorz Nowak)‏ هو موزع بولندي، ولد في 15 أغسطس 1951 في بوزنان في بولندا.

## وصلات خارجية
- غريزغورز نواك على موقع ميوزك برينز (الإنجليزية)
- غريزغورز نواك على موقع أول ميوزيك (الإنجليزية)
- غريزغورز نواك على موقع ديسكوغز (الإنجليزية)